# Josef Streb
Josef Streb  (* 16. April 1912; † 22. August 1986 in München), auch „Sepp“ gerufen, war ein deutscher Fußballspieler.

## Karriere

### Verein
Aus dem Arbeiter-Turn- und Sportbund (ATSB) hervorgegangen, gehörte Streb von 1932 bis 1945 als rechter Außenläufer dem FC Wacker München an, für den er zunächst in der vom Süddeutschen Fußball-Verband ausgetragenen Meisterschaft in der Gruppe Südbayern innerhalb der Bezirksliga Bayern Punktspiele bestritt. Von 1933 bis 1935 spielte er in der Gauliga Bayern, in einer von zunächst 16, später auf 23 aufgestockten Gauligen zur Zeit des Nationalsozialismus als einheitlich höchste Spielklasse im Deutschen Reich.

### Auswahl-/Nationalmannschaft
Streb kam als Spieler der Gauauswahlmannschaft Bayern im Wettbewerb um den Kampfspiel-Pokal 1934 zum Einsatz. Er erreichte mit der Mannschaft, nachdem am 26. Juli 1934 die Gauauswahlmannschaft Nordmark in Nürnberg mit 2:1 bezwungen wurde, das Finale. Mit dem 5:3-Sieg der Gauauswahlmannschaft Südwest ging der Pokal an diese.
Während der vom 27. Mai bis 10. Juni 1934 in Italien ausgetragenen Weltmeisterschaft, an dem die A-Nationalmannschaft teilnahm, gehörte er zum Aufgebot, stand jedoch – gemeinsam mit Torwart Fritz Buchloh vom VfB Speldorf und Verteidiger Franz Dienert vom VfB Mühlburg – nur auf Abruf bereit; zum Einsatz kam er nicht.